# Matthias Pechstein
Matthias Pechstein (* 18. Dezember 1958) ist ein deutscher Rechtswissenschaftler.
Nach seinem Abitur 1978 in Mainz studierte Pechstein von 1980 bis 1985 Rechtswissenschaften an den Universitäten Mainz und Nizza. Nach seinem Ersten Staatsexamen 1985 in Mainz war er zunächst bis 1987 als Wissenschaftlicher Assistent am Lehrstuhl von Eckart Klein an der Universität Mainz tätig. 1987 erfolgte dort auch seine Promotion. 1989 legte er dann in Mainz auch sein Zweites Staatsexamen ab. Im Anschluss daran war er bis 1990 Regierungsrat im Ministerium des Innern in Bonn, von 1990 bis 1993 Wissenschaftlicher Mitarbeiter am Lehrstuhl Rudolf Streinz an der Universität Bayreuth und dann von 1993 bis 1994 Richter am Verwaltungsgericht Berlin. 1994 habilitierte er sich an der Universität Bayreuth mit der venia legendi für Öffentliches Recht, Völkerrecht und Europarecht. Nach einer Lehrstuhlvertretung 1994/1995 an der Humboldt-Universität zu Berlin war er ab 1995 Inhaber des Jean-Monnet-Lehrstuhls für Öffentliches Recht mit Schwerpunkt Europarecht an der Europa-Universität Viadrina in Frankfurt (Oder). Am 28. Januar 2025 hielt er gemeinsam mit Wolff Heintschel von Heinegg seine Abschiedsvorlesung an der Europa-Universität Viadrina.
Seine Forschungsschwerpunkte sind unter anderem das Europäische Beihilfenrecht und Prozessrecht, das Beamtenrecht sowie die Grundfreiheiten.
Pechstein ist derzeit Schriftleiter der Zeitschrift für Beamtenrecht.

## Werk (Auswahl)
- Die Mitgliedstaaten der EG als „Sachwalter des gemeinsamen Interesses“. Gesetzgebungsnotstand im Gemeinschaftsrecht. Baden-Baden 1987, zugleich Diss., Univ. Mainz, 1987, ISBN 3-7890-1440-0.
- Familiengerechtigkeit als Gestaltungsgebot für die staatliche Ordnung. Zur Abgrenzung von Eingriff und Leistung bei Maßnahmen des sogenannten Familienlastenausgleichs. Baden-Baden 1994, zugleich Habil.-Schrift, Univ. Bayreuth, 1993/94, ISBN 3-7890-3476-2.
- EU-Prozessrecht. Unter Mitarbeit von Philipp Kubicki und Niklas Görlitz. 4. Auflage. Mohr Siebeck, Tübingen 2011, ISBN 978-3-16-150743-4.
- Europarecht. Mit Andreas Haratsch und Christian Koenig. Unter Mitarbeit von Tobias Fuchs und Philipp Kubicki. 7. Auflage.  Mohr Siebeck, Tübingen 2010, ISBN 978-3-16-150322-1.
- Laufbahnrecht in Bund und Ländern. 2. Auflage. DBB Verlag, Berlin 2011, ISBN 978-3-87863-173-6.